# Callosa de Ensarriá
Callosa de Ensarriá (oficialmente en valenciano Callosa d’en Sarrià) es un municipio español de la Comunidad Valenciana. Situado en el norte de la provincia de Alicante, en la comarca de la Marina Baja. Cuenta con 7653 habitantes (INE 2022). La economía de Callosa se basa principalmente en el turismo y la agricultura.

## Geografía
Callosa está situada a 10 km de la costa en el cruce de la comarcal C-3318 que une Benidorm con Pego y la carretera que lleva de Benidorm a Alcoy por Guadalest.
El relieve del término viene marcado por el curso de los dos ríos que lo atraviesan, el río Algar y el Guadalest y rodeado por las sierras de Aitana, Bernia y Chortá. Posee un clima mediterráneo con temperaturas que alcanzan una media anual de 17 °C, con un máximo estival de 24 °C en agosto y un mínimo invernal de 9,5 °C en enero. 
Desde Alicante, se accede a esta localidad por la AP-7 o la N-332 tomando en Benidorm la CV-70 y luego la CV-715 en La Nucía.

### Localidades limítrofes
Limita con los términos municipales de Altea, Bolulla, Guadalest, Jalón, La Nucía, Polop y Tárbena.

## Historia
Se han descubierto yacimientos pertenecientes a los periodos Neolítico (5000 a. C.), Calcolítico, Edad del Bronce, épocas ibérica y romana. Estos asentamientos sirvieron de base para el establecimiento de alquerías musulmanas en diferentes partidas del término municipal.
El origen de Callosa (cuyo significado probable es "tierra dura, seca" en latín) es una antigua alquería musulmana que, tras la conquista cristiana llevada a cabo por el rey Jaime I de Aragón en el siglo XIII, fue adquirida en propiedad por el almirante Bernardo de Sarriá en 1290, durante el reinado de Alfonso I de Valencia y III de Aragón, convirtiéndose así en su primer señor feudal. De ahí que a partir de entonces la ciudad pasara a denominarse en valenciano Callosa d'en Sarrià (literalmente en castellano es "Callosa de don Sarriá" pero posteriormente mal transcrito, como Callosa de Ensarriá) y se convirtiera en el centro del señorío, que llegó a abarcar gran parte de la actual comarca de la Marina Baja.
Desde entonces fue adquirida por diferentes familias nobles, entre las cuales podríamos destacar las de Sarriá (1290-1335), Corona de Aragón (1335-1445), Bou (1445-1560), Moncada (1560-1767) y el conde de Orgaz (1767). En la actualidad, el título nobiliario del pueblo pertenece a la familia Crespí de Valldaura.
La ciudad conserva en su casco antiguo parte de su estructura urbana medieval, delimitada por la línea de murallas de la Callosa intramuros, que se puede cruzar todavía hoy por una de sus puertas originales: el Portal. A lo largo de esta línea se tiene la imagen más tradicional de Callosa con los restos de las murallas (siglo XIV) y del Castillo (± 1395 - siglo XVIII), declarados Bien de Interés Cultural en 2005.

## Geografía humana

### Demografía
Cuenta con una población de 7959 habitantes (INE 2024).
| Gráfica de evolución demográfica de Callosa de Ensarriá entre 1842 y 2021 |
| |
| Población de derecho según los censos de población del INE. Población de hecho según los censos de población del INE.En estos censos se denominaba Callosa de Ensarriá: 1842, 1857, 1860, 1877, 1887, 1897, 1900, 1910, 1920, 1930, 1940, 1950, 1960, 1970 y 1981. |

Un 28,13% del censo es de nacionalidad extranjera, sobre todo de Iberoamérica y del continente Europeo. Un 48,79% han nacido en dicho municipio (la mayoría de la población) y un 23,08% han emigrado a Callosa desde diferentes puntos de España (incluyendo la Comunidad Valenciana)
| Evolución demográfica de Callosa de Ensarriá | Evolución demográfica de Callosa de Ensarriá | Evolución demográfica de Callosa de Ensarriá | Evolución demográfica de Callosa de Ensarriá | Evolución demográfica de Callosa de Ensarriá | Evolución demográfica de Callosa de Ensarriá | Evolución demográfica de Callosa de Ensarriá | Evolución demográfica de Callosa de Ensarriá | Evolución demográfica de Callosa de Ensarriá | Evolución demográfica de Callosa de Ensarriá | Evolución demográfica de Callosa de Ensarriá | Evolución demográfica de Callosa de Ensarriá | Evolución demográfica de Callosa de Ensarriá | Evolución demográfica de Callosa de Ensarriá | Evolución demográfica de Callosa de Ensarriá | Evolución demográfica de Callosa de Ensarriá | Evolución demográfica de Callosa de Ensarriá | Evolución demográfica de Callosa de Ensarriá | Evolución demográfica de Callosa de Ensarriá | Evolución demográfica de Callosa de Ensarriá | Evolución demográfica de Callosa de Ensarriá | Evolución demográfica de Callosa de Ensarriá |
|                                              | 1857                                         | 1887                                         | 1900                                         | 1910                                         | 1920                                         | 1930                                         | 1940                                         | 1950                                         | 1960                                         | 1970                                         | 1981                                         | 1991                                         | 2000                                         | 2005                                         | 2008                                         | 2009                                         | 2010                                         | 2017                                         | 2018                                         | 2019                                         | 2022                                         |
| -------------------------------------------- | -------------------------------------------- | -------------------------------------------- | -------------------------------------------- | -------------------------------------------- | -------------------------------------------- | -------------------------------------------- | -------------------------------------------- | -------------------------------------------- | -------------------------------------------- | -------------------------------------------- | -------------------------------------------- | -------------------------------------------- | -------------------------------------------- | -------------------------------------------- | -------------------------------------------- | -------------------------------------------- | -------------------------------------------- | -------------------------------------------- | -------------------------------------------- | -------------------------------------------- | -------------------------------------------- |
| Población                                    | 3889                                         | 4206                                         | 4195                                         | 4415                                         | 4070                                         | 4098                                         | 4101                                         | 4189                                         | 4617                                         | 5701                                         | 7127                                         | 7503                                         | 6488                                         | 8179                                         | 8224                                         | 8056                                         | 7888                                         | 7223                                         | 7257                                         | 7373                                         | 7653                                         |

### Economía
Cuenta con una agricultura altamente competitiva basada en el níspero, introducido en España en el siglo XIX por el callosino Juan Bautista Berenguer. Los agricultores están asociados en una cooperativa que se encarga de la comercialización de la fruta, destinándola en su mayor parte a la exportación. Sus principales destinos son Francia e Italia. La cooperativa agrícola aporta más del 50 % de los nísperos que se exportan a nivel nacional, y otro tanto sobre los nísperos comercializados en el interior.
Recientemente a instancias del Ayuntamiento se logró la "Denominación de Origen" y así, crear el Consejo Regulador de la Denominación de Origen del Níspero de Callosa de Ensarriá, con el fin de establecer normas de calidad para el níspero producido en Callosa y su comarca. 
El sector turístico ha experimentado un importante impulso en los últimos años.

## Política
| Resultados de las elecciones municipales del 28 de mayo de 2023 |                             |       |       |            |
| Partido                                                         | Candidato                   | Votos | %     | Concejales |
| PP                                                              | Andrés Molina Ferrandiz     | 1.164 | 32,61 | 5          |
| PSPV-PSOE                                                       | María Carmen Mascaro Fuster | 1.066 | 29,86 | 4          |
| Compromís                                                       | Mª Isabel Selles Guardiola  | 529   | 14,82 | 2          |
| Valencia Unida                                                  | José Antonio Pérez Savall   | 528   | 14,79 | 2          |
| Vox                                                             | Luis Alonso Campello        | 221   | 6,19  | 0          |
| Alianza por el Comercio y la Vivienda                           | Nataliya Kuchmeko Panchenko | 12    | 0,33  | 0          |
| ABSTENCIONES                                                    |                             | 1.432 | 28,03 |            |
| VOTOS NULOS                                                     |                             | 107   | 2,91  |            |
| VOTOS EN BLANCO                                                 |                             | 49    | 1,37  |            |
| VOTOS TOTALES                                                   |                             | 3.676 | 71,96 |            |
| Fuente: El País.                                                |                             |       |       |            |

| Periodo   | Nombre                                             | Partido      |
| --------- | -------------------------------------------------- | ------------ |
| 1979-1983 | Francisco Menaches Berenguer                       | PCE          |
| 1983-1987 | Vicente Berenguer Solbes                           | PSPV-PSOE    |
| 1987-1991 | Vicente Berenguer Solbes                           | PSPV-PSOE    |
| 1991-1995 | Vicente Berenguer Solbes                           | PSPV-PSOE    |
| 1995-1999 | Vicente Berenguer Solbes Juan Bautista Seguí Soler | PSPV-PSOE PP |
| 1999-2003 | Juan Bautista Seguí Soler                          | PP           |
| 2003-2007 | Francesc Guardiola i Guardiola                     | PSPV-PSOE    |
| 2007-2011 | Batiste Saval Ferrando                             | PP           |
| 2011-2015 | Batiste Saval Ferrando                             | PP           |
| 2015-2019 | Josep Saval Gregori                                | Compromís    |
| 2019-2023 | Andrés Molina Ferrándiz                            | PP           |
| 2023-act. | Andrés Molina Ferrándiz                            | PP           |

Composición del Ayuntamiento
- 1991-1995: PSOE 7 CDS 4 PP 2
- 1995-1999: PP 5 PSPV-PSOE 5 UPV 2 GM 1
- 1999-2003: PP 5 PSPV-PSOE 5 BNV-EV 3
- 2003-2007: PP 5 PSPV-PSOE 5 BNV 3
- 2007-2011: PP 8 PSPV-PSOE 3 BLOC 2
- 2011-2015: PP 7 PSPV-PSOE 3 Compromís 3
- 2015-2019: PP 4 Compromís 4 PSPV-PSOE 3 UPyD 1 Cs 1
- 2019-2023: PP 5 PSPV-PSOE 4 Compromís 4
- 2023-2027: PP 5 PSPV-PSOE 4 Compromís 2 Valencia Unida 2

## Fiestas

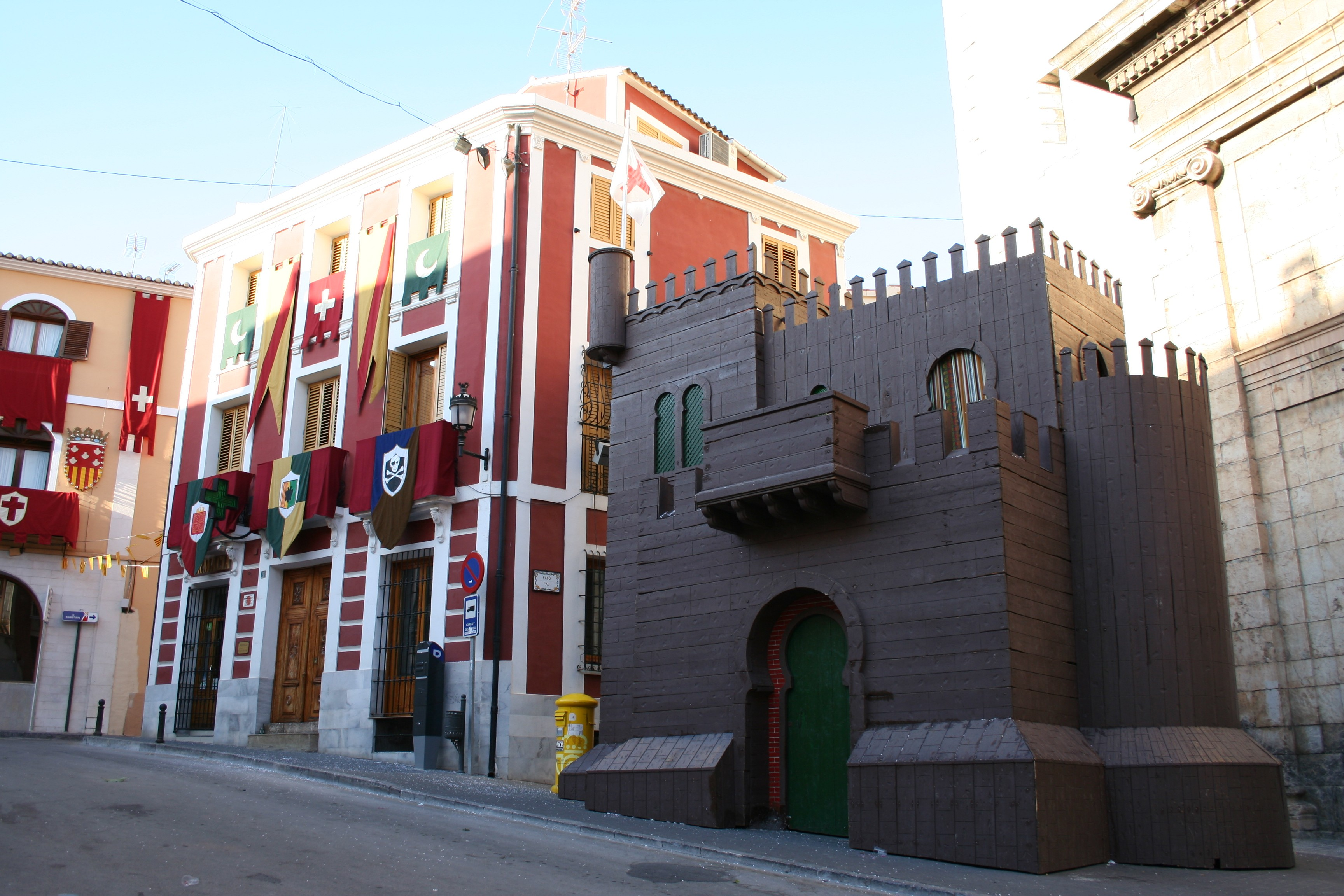
Plaza del Ayuntamiento

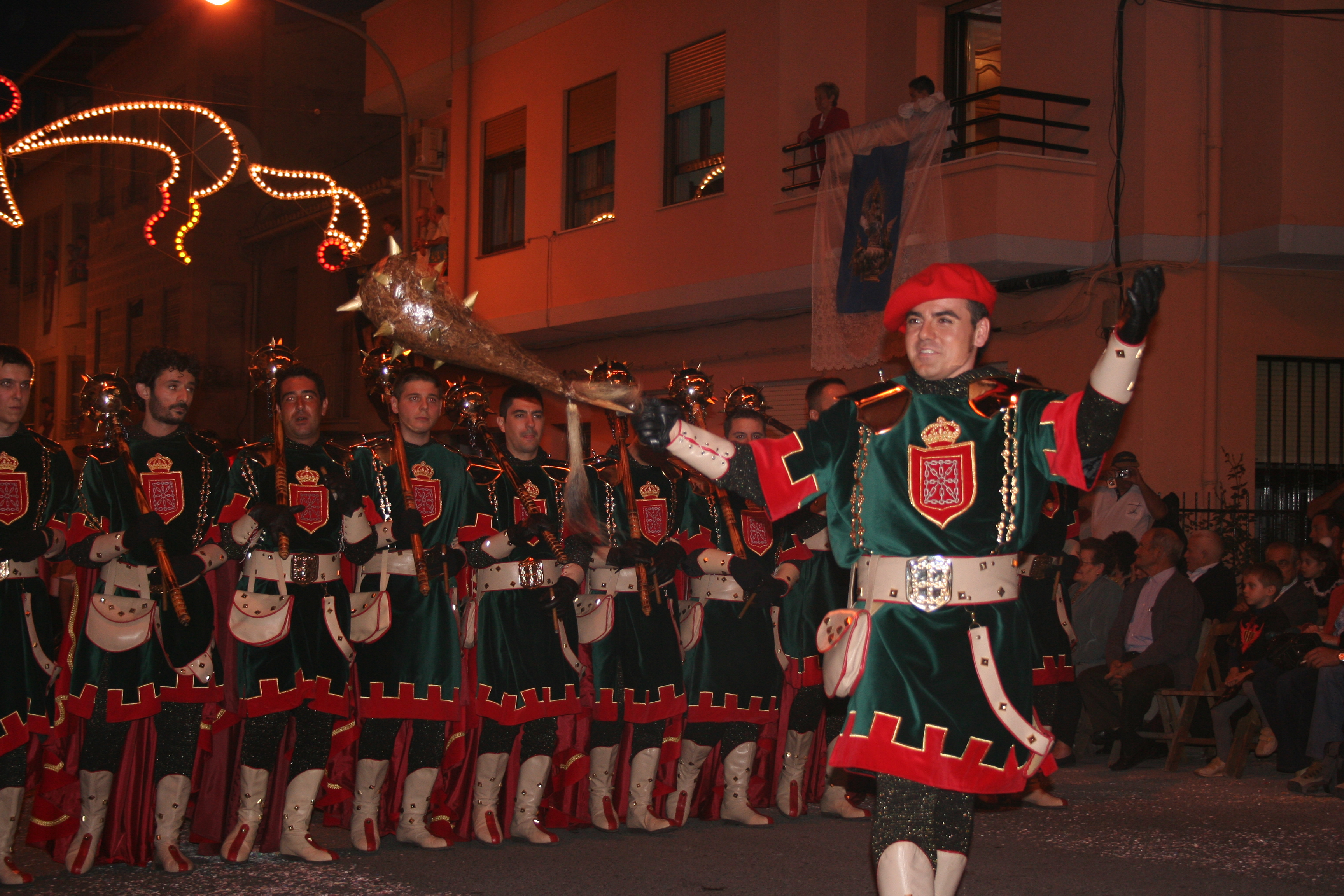
Fiesta de Moros y Cristianos en Callosa de Ensarriá

## Monumentos y lugares de interés

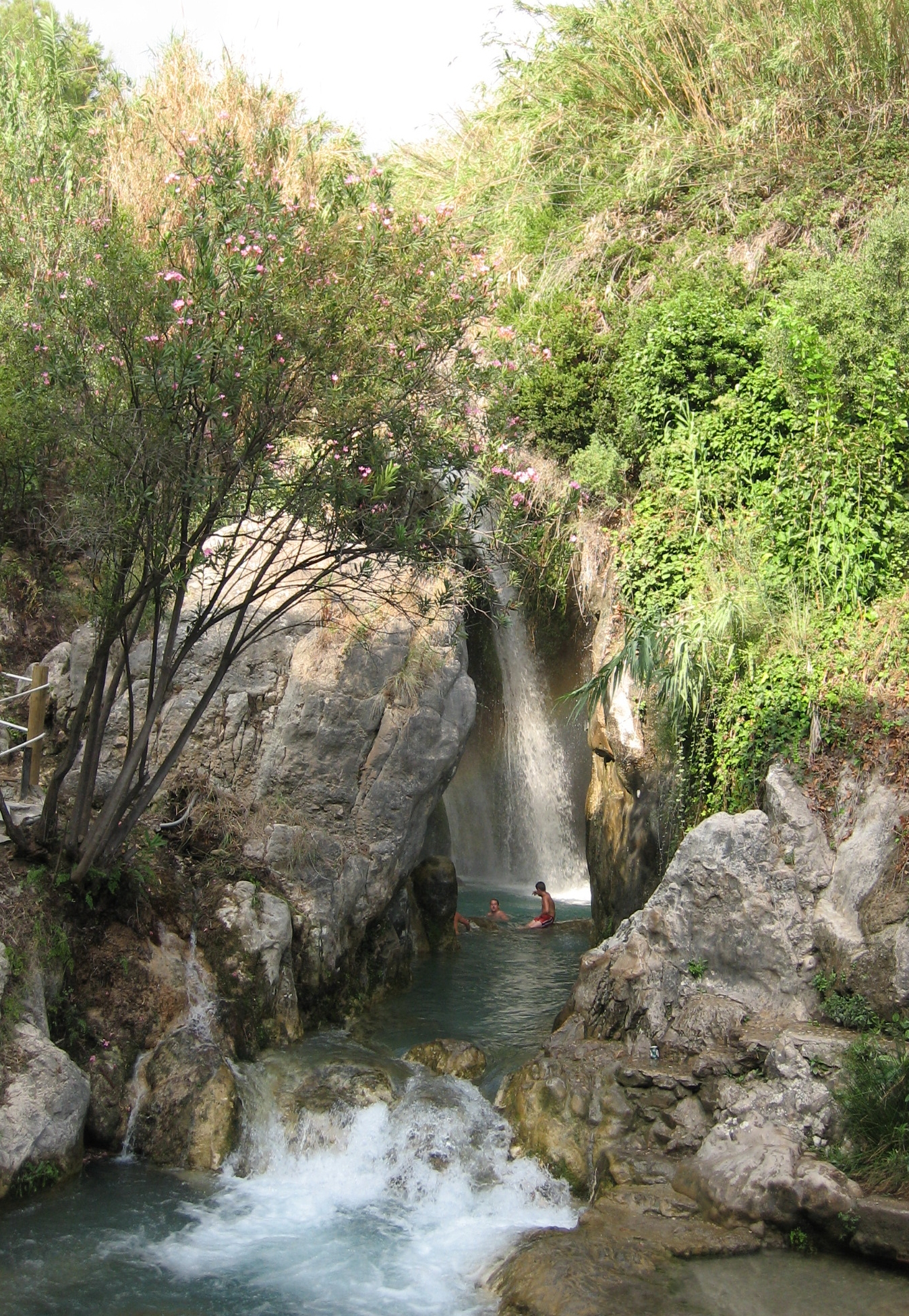
Cascada producida por las fuentes del Algar